# Lunokhod 2

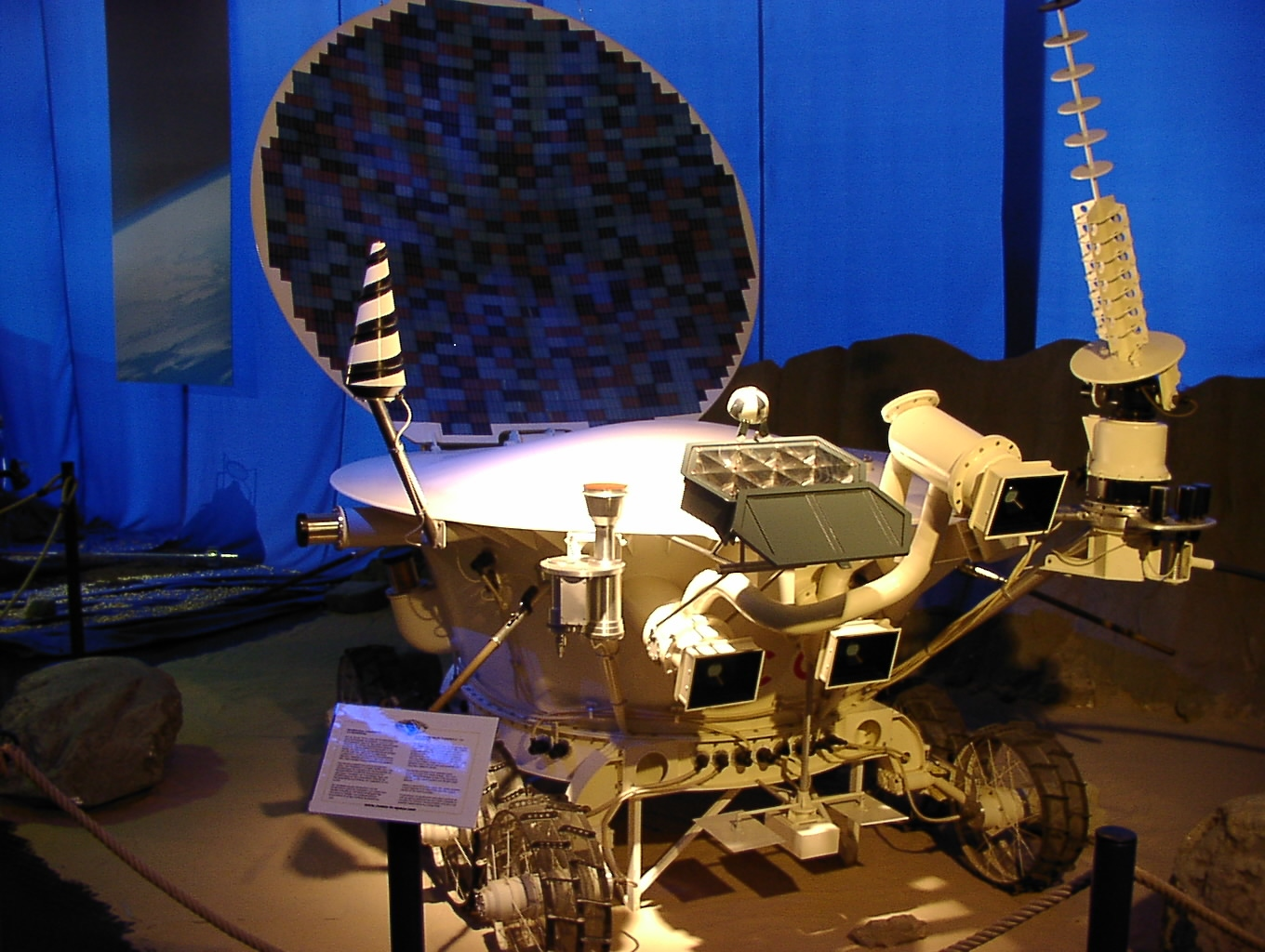
Modelo do Lunokhod 2 na exibição "Rússia no Espaço" no aeroporto de Frankfurt (2002)

Lunokhod 2, em russo: Луноход que significa aquele que anda na lua, (No. 8EL 204) foi a designação do segundo de apenas dois veículos lunares que desceram na lua levados pela União Soviética como parte do programa Lunokhod.

## A missão
O lançamento da missão ocorreu em 11 de janeiro de 1973 as 06:55:38 UTC. A espaçonave Luna 21 chegou à lua em 15 de janeiro de 1973 levando o rover Lunokhod 2.
Em 4 de junho de 1973 foi anunciado o encerramento do projeto. Mais recentemente, foram reveladas informações que dão conta de que em 9 de maio, uma parte do rover tocou a parede de uma cratera cobrindo o Lunokhod 2 de poeira, o que obstruiu os radiadores e aumentando a temperatura do veículo de tal forma tornando o veículo inoperante em 10 de maio de 1973. Em 11 de maio de 1973 a comunicação com o Lunokhod 2 foi perdida.

## Objetivos
Os objetivos primários da missão eram:
- Coletar imagens da superfície da lua
- Examinar as escalas de luz ambiente para determinar a possibilidade de observações astronômicas serem feitas da própria lua
- Verificar experimentos com laser vindos da terra
- Observar os raios-X solares
- Medir os campos magnéticos locais
- Estudar a composição da superfície da Lua.

## Resultados
O Lunokhod 2 operou durante cerca de 4 meses percorrendo pouco mais de 39 km e transmitindo mais de 80.000 imagens de TV. Além disso, muitos testes mecênicos da superfície lunar, medições de distância a laser e outros experimentos foram efetuados nesse período.
A jornada do Lunokhod 2 manteve-se muito tempo como o maior percurso percorrido por qualquer outro tipo de veículo em outro corpo celeste. Foi ultrapassado pelo Rover Opportunity que andou 42,19 km em Marte (março de 2015).

## Posse atual
A posse do Lunokhod 2 e da nave Luna 21 foi vendida pela Lavochkin Association por $68.500,00 em dezembro de 1993 num leilão da Sotheby's em Nova Iorque.